# Марченко, Оксана Михайловна
Окса́на Миха́йловна Ма́рченко (укр. Оксана Михайлівна Марченко; род. 28 апреля 1973, Чабаны, Киевская область) — бывшая украинская телеведущая, журналистка и предпринимательница.

## Биография
Оксана Михайловна Марченко родилась 28 апреля 1973 года в посёлке Чабаны, Киевской области, в семье медтехника Михаила Андреевича и Татьяны Григорьевны Марченко. Оксана с детства хотела стать хирургом, после чтения книги Фёдора Углова «Сердце хирурга».
После восьмого класса Оксана поступила в медицинское училище, но её мама забрала документы: дочка должна была помогать ей с уходом за новорождённым братом Андреем.
После окончания школы Оксана поступила на исторический факультет Педагогического университета имени М. П. Драгоманова, который окончила с отличием в 1995 году. Оксана Марченко принимала участие в студенческом движении 1990-х годов: «Я из тех, кто был на площади, кто не просто стоял или танцевал, а кто голодал, отстаивая свои убеждения».
Первую работу на телевидении юная Оксана получила в 1992 году, когда победила в конкурсе непрофессиональных телеведущих. 19-летняя Оксана Марченко стала лицом телеканалов «ЮТАР» и «УТ-1», вела программы «Стримані вівторки», «Доброго ранку, Україно!». На съёмках познакомилась со своим первым мужем Юрием Коржем. После заключения брака временно оставила работу на телевидении. После рождения сына Богдана Оксана вернулась на «УТ-1» и вела «УТН-Панораму».
Весной 1999 года после окончания церемонии «Людина року» (рус. Человек года), где Оксана была ведущей, она познакомилась с Виктором Медведчуком, известным политиком и юристом. В 2000 году Марченко основала телевизионную компанию «Омега-ТВ».
Она дебютирует в эфире УТ-1 сначала с социально-развлекательным шоу «Моя профессия», позже — с политическим ток-шоу «Час» (рус. Время).
В 2003 году обвенчалась с Виктором Медведчуком в Форосской церкви. В том же году Оксана инициирует производство документального цикла «Имена» — серии программ об известных личностях, чьи судьбы пересеклись с историей Украины. Эти программы выходили в эфир на УТ-1, с 2005 года — на украинском телеканале «Интер».
С 2007 года — автор и ведущая «Шоу Оксаны Марченко», суть которого — оказание реальной помощи героиням, которые попали в безвыходное положение, утратили надежду на решение важных для жизни проблем. В 2009—2014 годах Марченко была ведущей шоу «У Украины есть талант». С 2010 по 2016 год Оксана Марченко вела телевизионное шоу «Х-фактор».
В 2017 году была ведущей программы «Время строить» на телеканале «Интер». В 2018 году стала участницей шоу «Танці з зірками».
20 февраля 2021 года, после введённых санкций против неё и её мужа, за финансирование терроризма, объявила, что вступает в партию «Оппозиционная платформа — За жизнь».
Во время вторжения России на Украину в 2022 году, после того как 12 апреля Медведчука задержала Служба безопасности Украины, Марченко записала видеообращение с просьбой освободить мужа к Владимиру Зеленскому и Реджепу Эрдогану. Затем она выступила на пресс-конференции в Москве, где рассказала о том, что власти Украины преследуют её супруга по политическим мотивам.
Автор документального сериала «Паломница» о православных святынях.

## Санкции
19 февраля 2021 года, после обвинения в финансировании терроризма, внесена вместе с супругом в санкционный список Украины. 13 апреля 2022 года, на фоне вторжения России на Украину, вместе с супругом попала под санкции Великобритании.

## Личная жизнь
- Отец — Михаил Андреевич Марченко[2].
- Мать — Татьяна Григорьевна Марченко[2].
- Первый муж Юрий Витальевич Корж (род. 1970) — основатель и генеральный директор интернет-провайдерской фирмы «Глобал Юкрейн» (основана в 1993 году)[16], сын Виталия Терентьевича Коржа (род. 16 августа 1938), президента фирмы «Глобал Юкрейн», народного депутата Верховной Рады Украины от «Блока Юлии Тимошенко», и брат Романа Витальевича Коржа (род. 1974) — генерального директора «Интернет Медиа Групп»[17].
  - Сын Богдан Юрьевич Марченко (род. 27 августа 1997) учился за границей[18][19].
    - Внук — Виктор Богданович Марченко (род. 26 марта 2021)[20]
- Второй муж (с 18 июля 2003 года) — украинский политический деятель Виктор Владимирович Медведчук[21][22].
  - Дочь Дарья Медведчук (род. 20 мая 2004), её крёстные родители: Владимир Владимирович Путин и Светлана Владимировна Медведева, её крестили в Казанском соборе в Санкт-Петербурге[23]
- Сестра по матери Диана[24][25].
- Сестра по отцу Анна.
- Есть брат Андрей.
- Оксана Марченко — крёстная мать дочери телеведущей Славы Фроловой, сына актёра Евгения Сморигина[26][27].

## Хобби
Кулинария, коллекционирование картин и книг (в домашней библиотеке есть раритетные прижизненные издания Пушкина и Гоголя), плавание, катание на роликах.
С 2000 года Оксана Марченко регулярно посещает Святогорский Свято-Успенский Зимненский женский монастырь возле города Владимир-Волынский. На Рождество и Новый год всегда передаёт подарки монахиням.

## Награды
- 2004 — проект «Имена» (автор и ведущая Оксана Марченко) получил премию «Золоте перо» как лучшая познавательная программа на ТВ.
- 2007 — специальный диплом от журнала «Теленеделя» «За умение притягивать к себе звезд» (премия «Телезвезда»)[28].
- 2010 — премия «Телетриумф» как лучшая ведущая развлекательных проектов (проект «Україна має талант-2»).
- 2011 — премия «Телетриумф» как «Ведущий/ведущая развлекательной программы» (проект «X-Фактор»).
- 2011 — премия журнала «VIVA!» как «самая Красивая женщина Украины».
- 2010, 2011, 2012 — на церемонии премии «Телезвезда» получала награды как «Любимая ведущая развлекательных шоу страны».